# Murillo de Río Leza
Murillo de Río Leza är en kommun i Spanien. Den ligger i den autonoma regionen La Rioja i norra delen av landet, 250 km nordost om huvudstaden Madrid. Antalet invånare är 1 665 (2024).